# Johann Kick
Johann Kick (ur. 24 listopada 1901 w Waldau, zm. 29 maja 1946 w Landsberg am Lech) – zbrodniarz hitlerowski, SS-Untersturmführer, szef Gestapo w obozie koncentracyjnym Dachau.
Członek NSDAP i SS, stał na czele Politische Abteilung (obozowego Gestapo) w Dachau od lutego 1938 do sierpnia 1944 roku. Odpowiedzialny za popełnienie licznych zbrodni na więźniach tego obozu, specjalizował się szczególnie w przesłuchaniach, stosując przy tym wyrafinowane tortury. Jego wydział zajmował się także egzekucjami więźniów i jeńców radzieckich. Kick przeprowadzał również selekcje wśród więźniów, kierując tych niezdolnych do pracy do innych obozów celem zagazowania.
Był jednym z głównych oskarżonych w procesie załogi Dachau, który toczył się przed amerykańskim Trybunałem Wojskowym w 1945 roku. Kick w wyniku przeprowadzonego przewodu sądowego skazany został na śmierć. Wyrok wykonano przez powieszenie pod koniec maja 1946 roku w więzieniu w Landsbergu.               